# كلارك جي. آدامز
كلارك جي. آدامز هو محامي وقاضي وسياسي أمريكي، ولد في 24 يونيو 1904، وتوفي في 26 سبتمبر 1981 في بونتياك في الولايات المتحدة. انتخب عضو مجلس نواب ميشيغان ‏.